# All Out of Luck
All Out of Luck är en poplåt inspelad och framförd av den isländska sångerskan Selma Björnsdóttir. Låten skrevs av Selma, Þorvaldur Bjarni Þorvaldsson och Sveinbjörn I. Baldvinsson. 
Låten var Islands tävlande bidrag i Eurovision Song Contest 1999 i Jerusalem. 
Efter en jämn kamp om vinsten under omröstningen slutade bidraget på andra plats med 146 poäng. Etta blev Sveriges Charlotte Nilsson med Take Me to Your Heaven.

### Fotnoter
1. ↑  ”Listplacering”. http://swedishcharts.com/showitem.asp?interpret=Selma&titel=All+Out+Of+Luck&cat=s. Läst 4 maj 2011.